# 速読英単語
速読英単語（そくどくえいたんご）とは、Z会出版から発売されている大学受験向け英単語集のことである。通称速単（そくたん）。著者は元都立戸山高校教諭の風早寛。

## 概要
英単語をバラバラではなく、ストーリーのある長文の中で読み込み、またはCDで聞き取り、それから単語としての意味と用法も確認する、というコンセプトで構成されている。
中学版、入門編、必修編、上級編の4シリーズがあり、派生版として『速読英熟語』も存在する。すべて対応CDが別売りであったが、中学版の改訂（2020年3月）以降に改訂・増補された版はwebからの無料音声ダウンロード・ストリーミングに対応している。。中でも必修編は大学受験生の支持を集め、受験参考書サイトなどにおいても英単語集のなかで売り上げ1位を維持している。2011年には『中学版 速読英単語』および対応CDを刊行。発刊から2012年で20周年となった。2015年には入門編と必修編に対応する書き込み式単語ノートを発刊。2018年には英単語アプリmikanに『速読英単語 (1)必修編[改訂第6版]』を組み込んだ「mikan速単」もリリースされた。2019年には必修編に対応した長文読解問題が発刊された。
学習参考書としては「ベストセラー」であると見なされている。Z会社長の加藤文夫によると、「前後の文章も自然に頭に入るように工夫して」いるという。

### 中学版
高校入試での使用を想定されている。2020年に改訂された。

### 入門編
高校1年生の春からの使用を想定されている。最新版は改訂第3版。

### 必修編
1992年に初版が出版された。入試で出題された英文を収録している。最新版は改訂第8版である。なお改訂第7版は2022年に増補版に切り替わり、音声の無料ダウンロードに対応しディクテーションページを追加した（英文も2章分刷新された）。。

### 上級編
1992年に初版が出版された。最新版は改訂第5版である。使用対象レベルは主に東大、京大、早大、慶大、上智大などの難関大学の入試問題である。未知の単語に対する「推測法」を解説したページが追加されている。改訂第5版から音声の無料ダウンロードに対応した。
|    | 発売日        | 版        | CD |
| -- | ------------- | --------- | -- |
| 1  | 1992年3月21日 | 初版      |    |
| 2  | 1994年        | 増訂版    | ○  |
| 3  | 1997年2月24日 | 増訂第2版 | ×  |
| 4  | 2003年3月20日 | 改訂第3版 | ○  |
| 5  | 2015年3月11日 | 改訂第4版 | ○  |
| ６ | 2023年3月1日  | 改訂第5版 | ×  |

## ウェブ配信サービス
1997年より、NTT及びNTTラーニングシステムズと協力してインターネットでの演習問題提供も実施した。2009年からは携帯電話で理解度チェックができるサービスも提供された。2015年2月からは高校生向けに「速単教室」というオンラインサービスが開始された。

## 売り上げ
受験参考書サイトなどにおいても英単語集のなかで売り上げ1位を維持している。2006年時点では、本書及び『英単語ターゲット1900』(旺文社)の売り上げだけで、学習要の英語単語帳の総売り上げの8割となっていた。2007年時点では307万部発行されていた。

## 類似書
- 『速読速聴・英単語』シリーズ - 松本茂（監修）、Z会 - CD附属
- 『速読英熟語』 - 岡田賢三（著）、Z会 - CD別売り
- 『話題別英単語リンガメタリカ』 - 中沢幸夫（著）、Z会 - CD別売り
- 『多読英語長文』 - 田井中義男、信田勇、岡本政治（著）、Z会 - CD別売り
- 『英文で覚える英単語ターゲットR』シリーズ - 坂本浩（1400） 宇佐美 光昭（1900）花本金吾（熟語）（著）、旺文社 - 音声DL
- 『英検 文で覚える英単熟語』シリーズ - 旺文社 - CD附属
- 『ソク単』（文春新書） - 晴山陽一（著）、文藝春秋 - 2006年10月に文藝春秋より出版された晴山陽一著『ソク単』が類似品に当たるとして翌11月に絶版扱いとなった[22][23]。Z会は「速読英単語」及び「速単」を商標登録している[23]。